# Hemoglobinopatia C
A Hemoglobinopatia C é uma doença de ordem genética onde existe a formação da anômala hemoglobina C.
Indivíduos normais possuem homozigose para hemoglobina A (HbAA). A hemoglobinopatia C ocorre por mutação na posição 6 do gene da cadeia beta da hemoglobina, ocorrendo substituição do aminoácido ácido glutâmico pelo aminoácido lisina.
Os indivíduos com hemoglobinopatia C possuem homozigose HbCC. Quando presente apenas um dos genes alterado, sendo o outro normal, é chamada de Traço C (HbAC).
Pacientes com esta doença frequentemente apresentam anemia hemolítica e esplenomegalia. Os esfregaços de sangue periférico possuem presença de microesferócitos e hemácias em alvo.
Têm sido descrita como fator protetor contra formas graves da malária, sendo encontrada maior incidência desta doença em regiões da África, onde a malária é endêmica.